# Río Aguayo
El río Aguayo o río Irvieza es un curso fluvial de Cantabria (España) perteneciente a la cuenca hidrográfica del Saja-Besaya. Tiene una longitud de 8,872 kilómetros, con una pendiente media de 5,4º. Es un afluente del río Besaya.
En el 2007, como una de las medidas para solucionar el problema del abastecimiento de agua en Cantabria, se estableció una toma (central reversible) en este río, lo cual fue previamente acordado por la Confederación Hidrográfica del Norte.